# Parioli Challenger 1992
Il Parioli Challenger 1992 è stato un torneo di tennis facente parte della categoria ATP Challenger Series nell'ambito dell'ATP Challenger Series 1992. Il torneo si è giocato a Parioli in Italia dal 30 marzo al 5 aprile 1992 su campi in terra rossa.

## Vincitori

### Singolare
Franco Davín ha battuto in finale  Francisco Roig con il punteggio di 6–1, 6–4

### Doppio
Shelby Cannon /  Greg Van Emburgh hanno battuto in finale  Luis Lobo /  Daniel Orsanic con il punteggio di 7–6, 6–4